# London's Trafalgar Square
London's Trafalgar Square là một bộ phim ngắn thực tế câm năm 1890 của Anh, do các nhà phát minh và tiên phong làm phim Wordsworth Donisthorpe và William Carr Crofts quay ở tốc độ khoảng 10 khung hình/ giây với khung hình bầu dục hoặc hình tròn trên phim celuloid bằng máy ảnh 'kinesigraph' của họ, cho thấy giao thông ở quảng trường Trafalgar ở London. Mười khung hình còn sót lại của bộ phim là bức tranh chuyển động sớm nhất được biết đến về thành phố.